# John Desmond Bernal
John Desmond Bernal, född 10 maj 1901 i Nenagh i County Tipperary på Irland, död 15 september 1971 i London, England, var en irländsk-brittisk fysiker, vetenskapsteoretiker och -historiker, framtidsforskare och politisk aktivist. Han undervisade i kristallografi vid Universitetet i Cambridge 1927–37, professor i fysik 1937–63 och i kristallografi 1963–68 vid Birkbeck College, University of London.

## Biografi
Bernal var född irländare men sändes vid tio års ålder till skolgång i England. Han gjorde karriär som röntgenkristallograf hos William Bragg vid Royal Institution i London, där han bestämde grafitens struktur 1924 samt lämnade viktiga bidrag till tolkning av röntgenkristallografiska experiment. I Cambridge lyckades Bernal och hans elever Isidor Fankuchen, Dorothy Crowfoot Hodgkin, Max Perutz m.fl. att för första gången erhålla tydliga röntgenfotografier av biologiskt viktiga molekyler som steroider, aminosyror och proteiner samt av virus. Han kan genom de uppslag han gav för den vidare utvecklingen av detta område sägas ha grundat den moderna molekylärbiologin. Fundamentala biologiska frågor behandlade han senare i böckerna The Physical Basis of Life (1950) och The Origin of Life (1967).
Bernal blev 1923 medlem i Storbritanniens kommunistiska parti och deltog under 1930-talet intensivt i den politiska kampen mot fascismen. Under andra världskriget innehade han viktiga regeringsuppdrag, bl.a. som rådgivare till Louis Mountbatten. Efter kriget engagerade han sig i fredsrörelsen och var president för Världsfredsrådet 1959–65. 1953 tilldelades han Stalins fredspris. Utifrån sin marxistiska grundsyn analyserade han i en rad arbeten naturvetenskapernas och teknikens roll i samhället, bl.a. i Science in History (1954; de två första volymerna av den 4:e illustrerade upplagan i svensk översättning, Vetenskapens historia).
Bernal var lecturer i kristallografi vid Universitetet i Cambridge 1927–37, professor i fysik 1937–63 och i kristallografi 1963–68 vid Birkbeck College, University of London. 1937 valdes han till Fellow of the Royal Society. 1945 tilldelades han Royal Medal.